# Stanisław Kalemba
Stanisław Kalemba, né le 25 octobre 1947 à Piekary, est un homme politique polonais, membre du Parti paysan polonais (PSL). Choisi le 27 juillet 2012 comme ministre de l'Agriculture et du Développement rural, il est nommé officiellement quatre jours plus tard.